# Хьюстонское соглашение
Хью́стонское соглаше́ние стало результатом переговоров между Фронтом ПОЛИСАРИО и Марокко по организации референдума, который отразит самоопределение народа Западной Сахары и приведёт либо к полной независимости, либо к интеграции с Марокко.
Переговоры проходили в Хьюстоне, США, под эгидой представителя ООН Джеймса Бэйкера, в рамках плана урегулирования 1991 года. Соглашение предусматривает проведение референдума в 1998 году, после того, как его проведение в 1992 году не произошло, как планировалось изначально, из-за спора относительно лиц, имеющих права голоса на референдуме.
Начиная примерно с 2000 года переговоры о будущем Западной Сахары превратились в план Бейкера. План Бэйкера — 1 2001 года был принят Марокко, но отвергнут Фронтом ПОЛИСАРИО, а план Бэйкера — 2 в 2003 году был отклонён Марокко, но принят Алжиром, ПОЛИСАРИО и Советом Безопасности ООН.